# ریچارد فورسایت
ریچارد فورسایت (انگلیسی: Richard Forsyth؛ زادهٔ ۳ اکتبر ۱۹۷۰) بازیکن فوتبال اهل بریتانیا است.
از باشگاه‌هایی که در آن بازی کرده‌است می‌توان به باشگاه فوتبال استوک سیتی، باشگاه فوتبال پیتربورو یونایتد، باشگاه فوتبال چلتنهام تاون، باشگاه فوتبال بلکپول، باشگاه فوتبال کیدرمینستر هاریرس، باشگاه فوتبال بیرمنگام سیتی، و باشگاه فوتبال نورتویچ ویکتوریا اشاره کرد.